# Barbara Tuchman

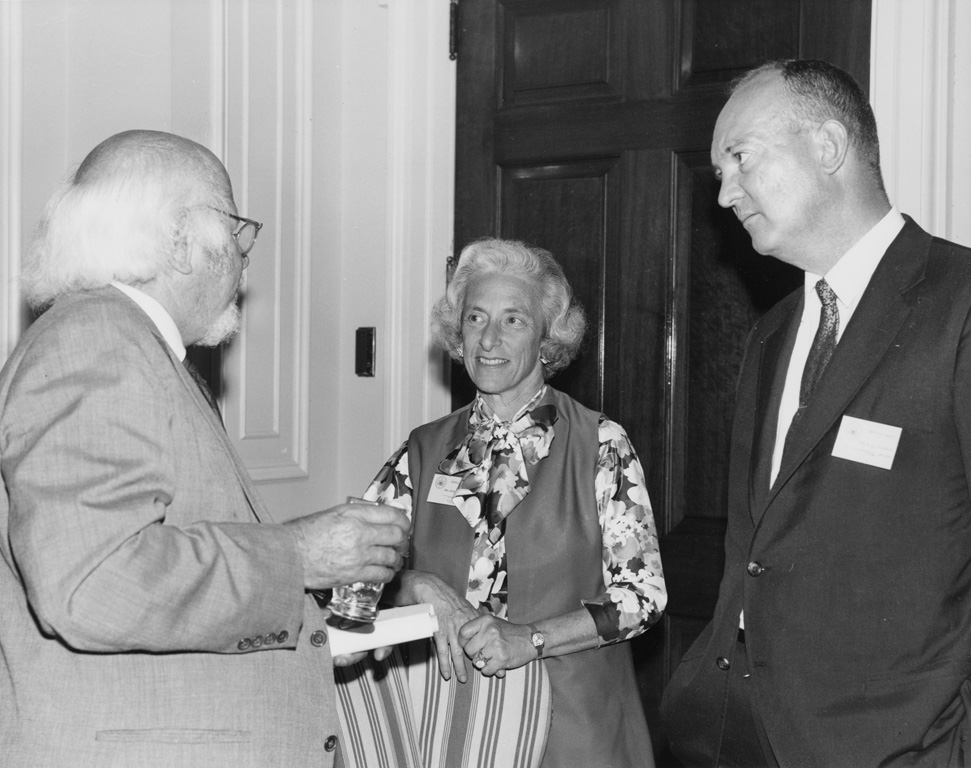
Barbara Tuchman mit William L. Shirer (links) und John Eisenhower (rechts) auf der Conference on Research and World War II and the National Archives, 14.–15. Juni 1971

Barbara Wertheim Tuchman [ˈtʌkmən] geborene Wertheim (* 30. Januar 1912 in New York City; † 6. Februar 1989 in Greenwich, Connecticut) war eine US-amerikanische Reporterin und Historikerin.

## Leben
Barbara Wertheim war die Tochter des New Yorker Privatbankiers Maurice Wertheim und Alma Morgenthau, einer Tochter von Henry Morgenthau senior. Sie besuchte bis 1933 das Radcliffe College, das sie mit einer Arbeit „The Moral Justification of the British Empire“ und dem Grad des Bachelor of Arts abschloss. Nach dem Studium arbeitete sie zunächst als Forschungsassistentin am Institute of Pacific Relations in New York und Tokio, bevor sie 1936 zur Nation, der ältesten Wochenzeitung der USA, wechselte. Diese wurde von ihrem Vater Maurice Wertheim herausgegeben. Tuchman wurde 1937 Auslandskorrespondentin und ging nach Madrid, um über den Spanischen Bürgerkrieg zu berichten. Nach Ausbruch des Zweiten Weltkrieges arbeitete sie außerdem noch kurzzeitig als Korrespondentin für den New Statesman. 1940 kehrte sie nach New York zurück und heiratete den Internisten Lester Reginald Tuchman (1904–1997). Aus der Ehe gingen drei Töchter hervor, darunter Jessica Tuchman Mathews (* 1946), von 1997 bis 2015 Präsidentin des Carnegie Endowment for International Peace.
Nachdem Tuchman 1938 ihr erstes Buch, The Lost British Policy, über die Beziehungen zwischen Großbritannien und Spanien seit 1700 veröffentlicht hatte, widmete sie sich für einige Jahre ausschließlich der Erziehung ihrer Kinder. 1956 erschien ihr zweites Buch, Bible and Sword. England and Palestine from the Bronze Age to Balfour, mit dem sie die Hintergründe der Balfour-Deklaration von 1917 zu erhellen versuchte. Zu einem Verkaufs- und Kritikererfolg entwickelte sich ihr Buch The Zimmerman Telegram (1957) über die Zimmermann-Depesche. Mit ihrem 1962 erschienenen Buch The Guns of August (deutscher Titel: August 1914), einer Arbeit über den Ausbruch des Ersten Weltkrieges, gewann sie 1963 ihren ersten Pulitzer-Preis. 
Den zweiten Pulitzer-Preis erhielt Tuchman 1972 für Stilwell and the American Experience in China, 1911–1945. 1978 wurde sie in die American Academy of Arts and Sciences aufgenommen. Seit 1968 war sie Mitglied der American Academy of Arts and Letters. Einen großen kommerziellen Erfolg feierte sie mit ihrem Werk Der ferne Spiegel, einer Beschreibung des 14. Jahrhunderts in Form einer Biografie des französischen Adeligen Enguerrand VII. de Coucy. Kurz vor ihrem Tod wurde Der erste Salut veröffentlicht. Der Titel der Monographie bezieht sich auf die ersten Salutschüsse von Sint Eustatius vom 16. November 1776, durch die Schiff und Flagge der damals noch abtrünnigen „Vereinigten Staaten von Amerika“ durch den niederländischen Gouverneur Johannes de Graaff erstmals zwischenstaatliche Anerkennung erfuhren.
Barbara Tuchman starb am 6. Februar 1989 an den Folgen eines Schlaganfalls.

## Werk
Tuchman wurde durch den Vorabdruck ihres Buches August 1914 im Nachrichtenmagazin Der Spiegel 1964 in Deutschland über die Fachkreise hinaus sehr bekannt. Der Erfolg des Buches in Deutschland lag auch daran, dass es 1962 noch keine Monographie zum Ausbruch des Ersten Weltkrieges gab und man auf die knappen Darstellungen in Handbüchern und Schulbüchern angewiesen war. In den Vereinigten Staaten gehörte das Buch 2014 zu den viel verkauften Werken über den Ersten Weltkrieg; in Deutschland erschien 2013 eine Neuausgabe.
In ihrem 1984 veröffentlichten Werk Die Torheit der Regierenden. Von Troja bis Vietnam beschäftigte sich Tuchman mit der Frage, warum politisch Verantwortliche oft sowohl gegen die Interessen ihrer Nation als auch ihre eigenen Interessen handeln. Tuchman zeigt das Versagen der Regierenden an drei Beispielen: die Renaissancepäpste zwischen 1470 und 1530, die die Abspaltung der Protestanten provozieren; die Entfremdung und die letztendliche Trennung der nordamerikanischen Kolonien vom britischen Kolonialreich zwischen 1763 und 1783 und das Agieren der US-Administration im Vietnamkrieg. In der Einführung geht Tuchman auf das Beispiel der Trojaner ein, die das hölzerne Pferd in ihre Stadt zogen, obwohl sie mehrfach davor gewarnt wurden.
Sie ist keine Schöpferin neuer Ansätze in der Geschichtswissenschaft; selbst neu aufgekommene zeitgenössische Methoden benutzte sie selten und nur teilweise. Sie vertrat eine konventionelle ereignisgeschichtliche Betrachtungsweise und beschrieb das Handeln politischer Akteure und die sich daraus ergebenden Folgen im Einzelfall. Beispielsweise schilderte sie, wie Lyndon B. Johnson, der sozial denkende und innenpolitisch gewiefte Präsident der Vereinigten Staaten (1963–1969), im Vietnamkrieg sich auf seine innenpolitischen Erfahrungen verließ und damit im außenpolitischen Umfeld kläglich und fast unverschuldet Schiffbruch erlitt.
Sie befasste sich weniger mit Strukturen, unentrinnbaren Gesetzmäßigkeiten, Epochen, Zyklen und Modellen der Geschichte als mit den Schwächen und Tugenden der Staatslenker in Entscheidungssituationen. Allgegenwärtig sind die Bornierten und die Wunschdenker, aber auch die charakterlichen und geistigen Lichtgestalten. Selbst Bezüge zur immer beliebter gewordenen Alltagsgeschichte stellte Tuchman nur sparsam her. Eine längere Untersuchung widmete sie allerdings der Mentalitäts- und Kulturgeschichte vor dem Ersten Weltkrieg. Die Methoden der Politik- und Ereignisgeschichte seien  nicht ausreichend, um ein Phänomen von so erschreckender Bösartigkeit zu erklären. Aus Geschichte kann man nach Tuchmans Überzeugung trotz aller Einmaligkeit des jeweils Geschehenen lernen; Politikberatung durch Historiker ist erlaubt und geboten. Auch die Politische Biographie hat ihre Berechtigung als Prisma der Geschichte.
Ihre Themenwahl und Fragestellungen machten ihre große Monographie Sand gegen den Wind über die amerikanische Kriegsführung in China, Burma und Indien im Zweiten Weltkrieg zu einem heute noch nützlichen Standardwerk. Gleiches gilt für ihre letzte größere Untersuchung, eine Monographie über die Frühgeschichte der Vereinigten Staaten: Der erste Salut.

## Trivia
John F. Kennedy hatte August 1914 ebenfalls gelesen und erinnerte sich hieran, als die Seeblockade gegen Kuba vorbereitet wurde, die er am 22. Oktober 1962 für die Vereinigten Staaten erklärte. Kennedy war sich sicher, dass die Sowjetunion wegen Kuba keinen Krieg beginnen würde, und fürchtete gleichzeitig, dass Missverständnisse und falscher Stolz die beiden damaligen Supermächte in einen Krieg verwickeln könnten. Deshalb gab er die Richtlinie aus, im Falle des Bruchs der Blockade nur auf Steuerruder und Schiffsschrauben der sowjetischen Schiffe zu zielen und die Priorität auf die Suche nach sowjetischen U-Booten zu legen, nicht auf das Durchsuchen der anzuhaltenden Schiffe.

## Veröffentlichungen
- 1938: The Lost British Policy
- 1956: Bible and Sword: England and Palestine from the Bronze Age to Balfour – Bibel und Schwert, ISBN 3-596-15265-8
- 1958: The Zimmermann Telegram – Die Zimmermann-Depesche, ISBN 3-404-65039-5
- 1962: The Guns of August – August 1914, ISBN 3-596-15265-8
- 1966: The Proud Tower: A Portrait of the World Before the War 1890–1914 – Der stolze Turm, ISBN 3-426-03671-1
- 1970: Stilwell and the American Experience in China, 1911–1945 – Sand gegen den Wind. Amerika und China 1911–1945, ISBN 3-426-03671-1
- 1972: Notes from China
- 1978: A Distant Mirror: The Calamitous Fourteenth Century – Der ferne Spiegel. Das dramatische 14. Jahrhundert, Claasen, Düsseldorf 1980, ISBN 3-546-49187-4
- 1981: Practicing History – In Geschichte denken, ISBN 3-423-30081-7
- 1984: The March of Folly: From Troy to Vietnam – A meditation on unwisdom (as distinct from stupidity) as a force in history – Die Torheit der Regierenden. Von Troja bis Vietnam, ISBN 3-423-30081-7
- 1988: The First Salute: A View of the American Revolution – Der erste Salut, ISBN 3-10-080006-0.